# Amaru
Amaru is een Roemeense gemeente in het district Buzău.
Amaru telt 2503 inwoners.